# Mont D'Iberville
El Mont D'Iberville (conegut com a mont Caubvick a Terranova i Labrador) és una muntanya situada al Canadà, a la frontera entre el els estats de Terranova i Labrador i el Quebec. És el punt més elevat de les muntanyes Torngat i dels estats de Terranova i Labrador i el Quebec. És també el punt més alt del Canadà continental a l'est de les Canadian Rockies. La muntanya es troba a la frontera dels parcs nacionals de les muntanyes Torngat i Kuururjuaq.
El nom Mont D'Iberville li va ser donat el 1971 pel govern del Quebec en honor de l'explorador Pierre Le Moyne d'Iberville. Pel costat del Labrador va romandre sense nom durant anys i no va ser fins a 1981 quan el govern provincial va batejar la muntanya amb el nom de Caubvick, un dels cinc inuit que va acompanyar George Cartwright a Anglaterra el 1772.

## Ascensió
El Mont D'Iberville té un accés molt complicat, ja que sols és accessible en vaixell o hidroavió. El clima és molt advers per la seva latitud. Els primers occidentals a assolir el cim foren els estatunidencs Michael Adler i Christopher Goetze el 1973.